# いるはーと
いるはーと（ILEHEART）は、コンパイルハートとMOLDWORKsが共同開発した、日本のバーチャルYouTuber。設定上は「コンパイルハートの『非公式』バーチャルYouTuber」という位置付けとなっている。

## キャラクター
非公式であるのをいいことにボロが出やすくなっており、動画内でも時々現状に対し不満を漏らす様子が見られる。
キャラクターデザインはネプテューヌシリーズなどを手掛けるつなこが担当しているが、ボツ絵を採用している。
キャッチフレーズは「あなたの心にいるはーと」だが、本人は恥ずかしいと思っている。これに変わるキャッチフレーズを視聴者から募集したこともある。
噂によると4姉妹の末妹であるらしい。

## 経歴
2018年
- 4月10日、コンパイルハート公式YouTubeチャンネルにて、「コンパイルハート×MOLDWORKs」と描かれた卵から声が聞こえるという、謎のカウントダウンムービー及びウェブサイトが公開された。
- 4月11日、カウントダウン終了と共に公式ウェブサイトが開設され、同時に最初の動画がアップロードされた。当初はコンパイルハートの公式バーチャルYouTuberとしてデビューを果たすも、コンパイルハートのゲームをプレイした事が無い事が発覚しクビになり、非公式に降格させられてしまった。
- 10月10日、LINE STOREにて、クリエイターズスタンプの販売が開始した。

2019年
- 1月23日、PIXIV FANBOXを開設する。
- 10月9日、運営費補填のため、BOOTHにて「いるはーとの非公式ショップ」を開設する。同時に「ダンボール系YouTuber」を自称し、自ら商品の梱包作業を行う。
- 11月20日、いるはーと第一部完結と秘密特訓（という名の休暇）が公表される。ただし、TwitterとPIXIV FANBOXは継続し更新をしていく模様。

2020年
- 1月27日、第二部初の本格的な動画投稿と共に、シルエットが公開されていた、いまじなりーちゃんが初登場する。キャッチフレーズは「あなたの蜃気楼、いまじなりー」。今後は不定期にいるはーとと共演を果たしていくようである。なお、いまじなりーちゃんに関する詳しい情報は不明。
- 6月16日、バーチャルYouTuberの響木アオとコラボし、ブイブイブイテューヌの実況動画を投稿するとともに、かねてより目標であった「いるはーとの（登場する）ゲームを作る」を達成する。これにより、実質的に公式化したと発言し、コンパイルハート公式VTuberを自称する（ただしコンパイルハート公式非承認）。
- 9月3日、動画の総再生数が、ついに100万を突破する。

## 出演

### インターネットテレビ
- バーチャルタレントの"INSIDE"に迫る ～THE MENTAL JUDGE～（2018年8月3日[9]、ニコニコ生放送）
- TUBEOUT! COUNT DOWN（2019年12月31日、MonsterZ MATE YouTubeチャンネル）

### イベント
- 虹乃まほろのやみなべっ! 2はいめ（2018年11月6日[10]）
- VirtuaREAL.00（2019年6月23日[11]）
- 大ボドゲ宴3（2019年7月20日）

## ディスコグラフィ

### オリジナル楽曲
| タイトル   | 発売日         | 規格     |
| ---------- | -------------- | -------- |
| 大好き     | 2019年6月27日  | 音楽配信 |
| バニラ日和 | 2019年12月31日 | 音楽配信 |

### 参加楽曲
| 商品名        | 発売日                                                    | 楽曲                 | 歌         |
| ------------- | --------------------------------------------------------- | -------------------- | ---------- |
| VirtuaREAL.00 | 2019年5月22日（デジタル配信） 2019年6月23日（CDアルバム） | トワイライト・ハート | いるはーと |

## 書籍
- 電撃PlayStation Vol.667（2018年8月28日発売、KADOKAWA）[15]

## タイアップ
- 超次次元ゲイム ネプテューヌRe;Birth1+[16]
- メガミラクルフォース
- ブイブイブイテューヌ[17]